# Volta a Espanya de 2018
La Volta a Espanya de 2018, 73a edició de la Volta a Espanya, es va disputar entre el 25 d'agost i el 16 de setembre de 2018 sobre un recorregut de 3.271,4 km distribuïts en 21 etapes, sent la trentauena cursa de l'UCI World Tour 2018. L'inici de la cursa tingué lloc a Málaga, mentre el final fou a Madrid. Durant dues etapes també es visita el país veí d'Andorra.
La cançó d'aquesta edició fou "La vida son solo dos días" de Nuria Fergó.

## Equips participants
En aquesta edició de la Volta a Espanya van prendre part 22 equips: els 18 World Tour, més 4 equips convidats de categoria continental professional.
| WorldTeams (18)- AG2R La Mondiale - Astana - Bahrain-Merida - BMC Racing Team - Bora-Hansgrohe - Dimension Data - EF Education First-Drapac p/b Cannondale - Groupama-FDJ - Katusha-Alpecin - Lotto NL-Jumbo - Lotto Soudal - Mitchelton-Scott - Movistar Team - Quick-Step Floors - Sky - Team Sunweb - Trek-Segafredo - UAE Team Emirates Equips continentals professionals (4)- Burgos-BH - Caja Rural-Seguros RGA - Cofidis, Solutions Crédits - Euskadi Basque Country-Murias |
| |

## Etapes
| Etapa     | Data           | Ciutats d'etapa                         | type                      | Distància (km) | Vencedor de l'etapa          | Líder de la general |
| --------- | -------------- | --------------------------------------- | ------------------------- | -------------- | ---------------------------- | ------------------- |
| 1a etapa  | 25 de ago      | Màlaga – Màlaga                         | contrarellotge individual | 8              | Rohan Dennis                 | Rohan Dennis        |
| 2a etapa  | 26 de ago      | Marbella – Caminito del Rey             | etapa plana               | 163,5          | Alejandro Valverde Belmonte  | Michał Kwiatkowski  |
| 3a etapa  | 27 de ago      | Mijas – Alhaurín de la Torre            | etapa de mitja muntanya   | 178,2          | Elia Viviani                 | Michał Kwiatkowski  |
| 4a etapa  | 28 de ago      | Vélez-Màlaga – Alfacar                  | etapa de mitja muntanya   | 161,4          | Benjamin King                | Michał Kwiatkowski  |
| 5a etapa  | 29 de ago      | Granada – Roquetas de Mar               | etapa de mitja muntanya   | 188,7          | Simon Clarke                 | Rudy Molard         |
| 6a etapa  | 30 de ago      | Huércal-Overa – San Javier              | etapa plana               | 155,7          | Nacer Bouhanni               | Rudy Molard         |
| 7a etapa  | 31 de ago      | Puerto Lumbreras – Pozo Alcón           | etapa plana               | 185,7          | Tony Gallopin                | Rudy Molard         |
| 8a etapa  | 1 de set       | Linares – Almadén                       | etapa plana               | 195,1          | Alejandro Valverde Belmonte  | Rudy Molard         |
| 9a etapa  | 2 de set       | Talavera de la Reina – La Covatilla     | etapa de muntanya         | 200,8          | Benjamin King                | Simon Yates         |
|           | 3 de setembre  |                                         | Dia de descans            |                |                              |                     |
| 10a etapa | 4 de set       | Salamanca – Bermillo de Sayago          | etapa plana               | 177            | Elia Viviani                 | Simon Yates         |
| 11a etapa | 5 de set       | Mombuey – Ribeira Sacra                 | etapa de mitja muntanya   | 207,8          | Alessandro De Marchi         | Simon Yates         |
| 12a etapa | 6 de set       | Mondoñedo – Estaca de Bares             | etapa de mitja muntanya   | 181,1          | Alexandre Geniez             | Jesús Herrada López |
| 13a etapa | 7 de set       | Candás – La Camperona                   | etapa de muntanya         | 174,8          | Óscar Rodríguez Garaicoechea | Jesús Herrada López |
| 14a etapa | 8 de set       | Cistierna – Les Praeres                 | etapa de muntanya         | 171            | Simon Yates                  | Simon Yates         |
| 15a etapa | 9 de set       | La Ribera – llacs de Covadonga          | etapa de muntanya         | 178,2          | Thibaut Pinot                | Simon Yates         |
|           | 10 de setembre |                                         | Dia de descans            |                |                              |                     |
| 16a etapa | 11 de set      | Santillana del Mar – Torrelavega        | contrarellotge individual | 32             | Rohan Dennis                 | Simon Yates         |
| 17a etapa | 12 de set      | Getxo – Oiz                             | etapa de mitja muntanya   | 157            | Michael Woods                | Simon Yates         |
| 18a etapa | 13 de set      | Eixea – Lleida                          | etapa plana               | 186,1          | Jelle Wallays                | Simon Yates         |
| 19a etapa | 14 de set      | Lleida – Andorra                        | etapa plana               | 154,4          | Thibaut Pinot                | Simon Yates         |
| 20a etapa | 15 de set      | Escaldes-Engordany – Coll de la Gallina | etapa de muntanya         | 97,3           | Enric Mas Nicolau            | Simon Yates         |
| 21a etapa | 16 de set      | Alcorcón – Madrid                       | etapa plana               | 100,9          | Elia Viviani                 | Simon Yates         |

### Classificació final
| \| Classificació general \| Classificació general \| Classificació general \| Classificació general \| Classificació general \| \| Corredor \| Corredor \| Equip \| Temps \| \| \| --------------------- \| --------------------------- \| ------------------------- \| --------------------- \| --------------------- \| \| 1r \| Simon Yates \| Mitchelton-Scott \| 82h 05' 58" \| \| \| 2n \| Enric Mas Nicolau \| Quick-Step Floors \| + 1' 46" \| \| \| 3r \| Miguel Ángel López Moreno \| Astana \| + 2' 04" \| \| \| 4t \| Steven Kruijswijk \| LottoNL-Jumbo \| + 2' 54" \| \| \| 5è \| Alejandro Valverde Belmonte \| Movistar Team \| + 4' 28" \| \| \| 6è \| Thibaut Pinot \| Groupama-FDJ \| + 5' 57" \| \| \| 7è \| Rigoberto Urán \| EF Education First-Drapac \| + 6' 07" \| \| \| 8è \| Nairo Quintana Rojas \| Movistar Team \| + 6' 51" \| \| \| 9è \| Ion Izagirre Insausti \| Bahrain-Merida \| + 11' 09" \| \| \| 10è \| Wilco Kelderman \| Team Sunweb \| + 11' 11" \| \| \| 11è \| Tony Gallopin \| AG2R La Mondiale \| + 12' 10" \| \| \| 12è \| Emanuel Buchmann \| Bora-Hansgrohe \| + 14' 06" \| \| \| 13è \| Rafał Majka \| Bora-Hansgrohe \| + 17' 57" \| \| \| 14è \| Rudy Molard \| Groupama-FDJ \| + 25' 40" \| \| \| 15è \| David de la Cruz Melgarejo \| Team Sky \| + 28' 02" \| \| \| 16è \| Gianluca Brambilla \| Trek-Segafredo \| + 30' 00" \| \| \| 17è \| Mikel Bizkarra Etxegibel \| Euskadi-Murias \| + 35' 46" \| \| \| 18è \| Richard Carapaz Montenegro \| Movistar Team \| + 39' 53" \| \| \| 19è \| Jack Haig \| Mitchelton-Scott \| + 45' 32" \| \| \| 20è \| Ilnur Zakarin \| Katusha-Alpecin \| + 51' 36" \| \| |                             |                           |             |
| |                             |                           |             |
| Font: ProCyclingStats |                             |                           |             |
| Classificació general |                             |                           |             |
| Corredor | Corredor                    | Equip                     | Temps       |
| 1r | Simon Yates                 | Mitchelton-Scott          | 82h 05' 58" |
| 2n | Enric Mas Nicolau           | Quick-Step Floors         | + 1' 46"    |
| 3r | Miguel Ángel López Moreno   | Astana                    | + 2' 04"    |
| 4t | Steven Kruijswijk           | LottoNL-Jumbo             | + 2' 54"    |
| 5è | Alejandro Valverde Belmonte | Movistar Team             | + 4' 28"    |
| 6è | Thibaut Pinot               | Groupama-FDJ              | + 5' 57"    |
| 7è | Rigoberto Urán              | EF Education First-Drapac | + 6' 07"    |
| 8è | Nairo Quintana Rojas        | Movistar Team             | + 6' 51"    |
| 9è | Ion Izagirre Insausti       | Bahrain-Merida            | + 11' 09"   |
| 10è | Wilco Kelderman             | Team Sunweb               | + 11' 11"   |
| 11è | Tony Gallopin               | AG2R La Mondiale          | + 12' 10"   |
| 12è | Emanuel Buchmann            | Bora-Hansgrohe            | + 14' 06"   |
| 13è | Rafał Majka                 | Bora-Hansgrohe            | + 17' 57"   |
| 14è | Rudy Molard                 | Groupama-FDJ              | + 25' 40"   |
| 15è | David de la Cruz Melgarejo  | Team Sky                  | + 28' 02"   |
| 16è | Gianluca Brambilla          | Trek-Segafredo            | + 30' 00"   |
| 17è | Mikel Bizkarra Etxegibel    | Euskadi-Murias            | + 35' 46"   |
| 18è | Richard Carapaz Montenegro  | Movistar Team             | + 39' 53"   |
| 19è | Jack Haig                   | Mitchelton-Scott          | + 45' 32"   |
| 20è | Ilnur Zakarin               | Katusha-Alpecin           | + 51' 36"   |

## Classificacions secundàries

### Classificacions secundàries
|   | Ciclista           | Equip           | Punts |
| - | ------------------ | --------------- | ----- |
| 1 | Thomas De Gendt    | Lotto-Soudal    | 95    |
| 2 | Bauke Mollema      | Trek-Segafredo  | 83    |
| 3 | Luis Ángel Maté    | Cofidis         | 64    |
| 4 | Benjamin King      | Dimension Data  | 56    |
| 5 | Miguel Ángel López | Astana Pro Team | 45    |

|   | Ciclista           | Equip             | Punts |
| - | ------------------ | ----------------- | ----- |
| 1 | Alejandro Valverde | Team Movistar     | 131   |
| 2 | Peter Sagan        | Bora-Hansgrohe    | 119   |
| 3 | Elia Viviani       | Quick-Step Floors | 105   |
| 4 | Simon Yates        | Mitchelton-Scott  | 104   |
| 5 | Miguel Ángel López | Team Astana       | 103   |

|   | Ciclista           | Equip             | Punts |
| - | ------------------ | ----------------- | ----- |
| 1 | Simon Yates        | Mitchelton-Scott  | 11    |
| 2 | Miguel Ángel López | Astana Pro Team   | 13    |
| 3 | Alejandro Valverde | Team Movistar     | 18    |
| 4 | Thibaut Pinot      | Groupama-FDJ      | 19    |
| 5 | Enric Mas          | Quick-Step Floors | 24    |

| Pos. | Equip                     | Temps        |
| ---- | ------------------------- | ------------ |
| 1    | Movistar Team             | 246h 50' 04" |
| 2    | Bahrain-Merida            | a 45' 36"    |
| 3    | Bora-Hansgrohe            | a 47' 57"    |
| 4    | AG2R La Mondiale          | a 48' 10"    |
| 5    | EF Education First-Drapac | a 58' 19"    |

## Evolució de les classificacions
| Etapa                  | Vencedor               | Classificació general | Classificació per punts | Classificació de la muntanya | Classificació de la combinada | Classificació per equips | Millor jove        | Premi de la combativitat |
| ---------------------- | ---------------------- | --------------------- | ----------------------- | ---------------------------- | ----------------------------- | ------------------------ | ------------------ | ------------------------ |
| 1                      | Rohan Dennis           | Rohan Dennis          | Rohan Dennis            | no entregat                  | Rohan Dennis                  | BMC Racing Team          | Benjamin Thomas    | no entregat              |
| 2                      | Alejandro Valverde     | Michał Kwiatkowski    | Michał Kwiatkowski      | Luis Ángel Maté              | Michał Kwiatkowski            | Team Sky                 | Laurens De Plus    | Luis Ángel Maté          |
| 3                      | Elia Viviani           | Michał Kwiatkowski    | Michał Kwiatkowski      | Luis Ángel Maté              | Michał Kwiatkowski            | Team Sky                 | Laurens De Plus    | Jordi Simón              |
| 4                      | Benjamin King          | Michał Kwiatkowski    | Michał Kwiatkowski      | Luis Ángel Maté              | Michał Kwiatkowski            | Team Astana              | Enric Mas          | Luis Ángel Maté          |
| 5                      | Simon Clarke           | Rudy Molard           | Michał Kwiatkowski      | Luis Ángel Maté              | Alejandro Valverde            | Team Astana              | Enric Mas          | Bauke Mollema            |
| 6                      | Nacer Bouhanni         | Rudy Molard           | Michał Kwiatkowski      | Luis Ángel Maté              | Michał Kwiatkowski            | Team Astana              | Enric Mas          | Luis Ángel Maté          |
| 7                      | Tony Gallopin          | Rudy Molard           | Alejandro Valverde      | Luis Ángel Maté              | Alejandro Valverde            | Team Astana              | Enric Mas          | Alex Aranburu            |
| 8                      | Alejandro Valverde     | Rudy Molard           | Alejandro Valverde      | Luis Ángel Maté              | Alejandro Valverde            | Team Astana              | Enric Mas          | Jorge Cubero             |
| 9                      | Benjamin King          | Simon Yates           | Alejandro Valverde      | Luis Ángel Maté              | Alejandro Valverde            | Lotto NL-Jumbo           | Miguel Ángel López | Lluís Mas                |
| 10                     | Elia Viviani           | Simon Yates           | Peter Sagan             | Luis Ángel Maté              | Alejandro Valverde            | Lotto NL-Jumbo           | Miguel Ángel López | Jesús Ezquerra           |
| 11                     | Alessandro De Marchi   | Simon Yates           | Alejandro Valverde      | Luis Ángel Maté              | Alejandro Valverde            | Lotto NL-Jumbo           | Miguel Ángel López | Bauke Mollema            |
| 12                     | Alexandre Geniez       | Jesús Herrada         | Alejandro Valverde      | Luis Ángel Maté              | Alejandro Valverde            | Bahrain-Merida           | Miguel Ángel López | Thomas de Gendt          |
| 13                     | Óscar Rodríguez        | Jesús Herrada         | Alejandro Valverde      | Luis Ángel Maté              | Alejandro Valverde            | Bahrain-Merida           | Miguel Ángel López | Gorka Izagirre           |
| 14                     | Simon Yates            | Simon Yates           | Alejandro Valverde      | Luis Ángel Maté              | Alejandro Valverde            | Bahrain-Merida           | Miguel Ángel López | Michał Kwiatkowski       |
| 15                     | Thibaut Pinot          | Simon Yates           | Alejandro Valverde      | Luis Ángel Maté              | Alejandro Valverde            | Bahrain-Merida           | Miguel Ángel López | Bauke Mollema            |
| 16                     | Rohan Dennis           | Simon Yates           | Alejandro Valverde      | Luis Ángel Maté              | Alejandro Valverde            | Movistar                 | Enric Mas          | No entregat              |
| 17                     | Michael Woods          | Simon Yates           | Alejandro Valverde      | Thomas De Gendt              | Alejandro Valverde            | Movistar                 | Enric Mas          | Omar Fraile              |
| 18                     | Jelle Wallays          | Simon Yates           | Alejandro Valverde      | Thomas De Gendt              | Alejandro Valverde            | Movistar                 | Enric Mas          | Jetse Bol                |
| 19                     | Thibaut Pinot          | Simon Yates           | Alejandro Valverde      | Thomas De Gendt              | Simon Yates                   | Movistar                 | Enric Mas          | Jonathan Castroviejo     |
| 20                     | Enric Mas              | Simon Yates           | Alejandro Valverde      | Thomas De Gendt              | Simon Yates                   | Movistar                 | Enric Mas          | Jesús Herrada            |
| 21                     | Elia Viviani           | Simon Yates           | Alejandro Valverde      | Thomas De Gendt              | Simon Yates                   | Movistar                 | Enric Mas          | No entregat              |
| Classificacions finals | Classificacions finals | Simon Yates           | Alejandro Valverde      | Thomas De Gendt              | Simon Yates                   | Movistar                 | Enric Mas          | Bauke Mollema            |